# Rallye Dakar 1987
Navigation
Édition précédente Édition suivante
Le Rallye Dakar 1987 ou Paris-Dakar 1987 est la neuvième édition du Rallye Dakar. Le départ est donné le 1er janvier 1987 à Paris et il se termine le 20 janvier 1987. Sur les 539 engagés qui prennent la route (312 autos, 154 motos), (73 camions, seuls 124 véhicules gagnent l'arrivée. Ari Vatanen et Bernard Giroux remportent la catégorie auto, Cyril Neveu la catégorie moto et Jan de Rooy, Yvo Geusens et Theo van de Rijt la catégorie camion.

## Étapes
| Étape | Date        | De                         | À                          | Total (km) |
| ----- | ----------- | -------------------------- | -------------------------- | ---------- |
| 1     | 1er janvier | Versailles France          | Barcelone Espagne          | 1.200      |
|       | 2 janvier   | Transport vers l'Afrique   |                            |            |
| 2     | 3 janvier   | Alger Algérie              | Ghardaïa Algérie           | 623        |
| 3     | 4 janvier   | Ghardaïa Algérie           | El-Goléa Algérie           | 455        |
| 4     | 5 janvier   | El-Goléa Algérie           | In Salah Algérie           | 679        |
| 5     | 6 janvier   | In Salah Algérie           | Tamanrasset Algérie        | 819        |
| 6     | 7 janvier   | Tamanrasset Algérie        | Arlit Niger                | 705        |
| 7     | 8 janvier   | Arlit Niger                | Arbre Thierry Sabine Niger | 712        |
| 8     | 9 janvier   | Arbre Thierry Sabine Niger | Dirkou Niger               | 506        |
| 9     | 10 janvier  | Dirkou Niger               | Agadez Niger               | 702        |
|       | 11 janvier  | Jour de repos              |                            |            |
| 10    | 12 janvier  | Agadez Niger               | Tahoua Niger               | 518        |
| 11    | 13 janvier  | Tahoua Niger               | Niamey Niger               | 600        |
| 12    | 14 janvier  | Niamey Niger               | Gao Mali                   | 645        |
| 13    | 15 janvier  | Gao Mali                   | Tombouctou Mali            | 418        |
| 14    | 16 janvier  | Tombouctou Mali            | Néma Mauritanie            | 590        |
| 15    | 17 janvier  | Néma Mauritanie            | Tidjikdja Mauritanie       | 735        |
| 16    | 18 janvier  | Tidjikdja Mauritanie       | Atar Mauritanie            | 458        |
| 17    | 19 janvier  | Atar Mauritanie            | Nouadhibou Mauritanie      | 571        |
| 18    | 20 janvier  | Nouadhibou Mauritanie      | Richard-Toll Sénégal       | 716        |
| 19    | 21 janvier  | Richard-Toll Sénégal       | Saint-Louis Sénégal        | 357        |
| 20    | 22 janvier  | Saint-Louis Sénégal        | Dakar Sénégal              | 250        |

## Classements finaux

### Motos
| Pos. | Pilote              | Pays     | Moto   |
| ---- | ------------------- | -------- | ------ |
| 1    | Cyril Neveu         | France   | Honda  |
| 2    | Edi Orioli          | Italie   | Honda  |
| 3    | Gaston Rahier       | Belgique | BMW    |
| 4    | Franco Picco        | Italie   | Yamaha |
| 5    | Carlos Mas          | Espagne  | Yamaha |
| 6    | François Charliat   | France   | Honda  |
| 7    | Serge Bacou         | France   | Yamaha |
| 8    | Thierry Charbonnier | France   | Yamaha |
| 9    | Philippe Joineau    | France   | Suzuki |
| 10   | Pierre Karsmakers   | Pays-Bas | Honda  |

- Hubert Auriol et Gaston Rahier remportent quatre étapes[1].

### Autos
| Pos. | Pilote / copilote                                    | Pays            | Auto                 |
| ---- | ---------------------------------------------------- | --------------- | -------------------- |
| 1    | Ari Vatanen Bernard Giroux                           | Finlande France | Peugeot 205 Turbo 16 |
| 2    | Patrick Zaniroli Alain Lopes                         | France Belgique | Range Rover          |
| 3    | Kenjirō Shinozuka Jean-Claude Morellet (dit Fenouil) | Japon France    | Mitsubishi Pajero    |
| 4    | Jean-Jacques Ratet Michel Vantouroux                 | France          | Toyota Land Cruiser  |
| 5    | Shekhar Mehta Mike Doughty                           | Kenya           | Peugeot 205 Turbo 16 |
| 6    | Klaus Seppi Maurizio Arrivabene                      | Italie          | Mercedes 280 GE      |
| 7    | Salvador Cañellas Domenec Ferran                     | Espagne         | Range Rover          |
| 8    | Andrew Cowan Johnstone Syer                          | Royaume-Uni     | Mitsubishi Pajero    |
| 9    | Miguel Prieto Ramon Termens                          | Espagne         | Nissan Patrol        |
| 10   | Joan Porcar Rosendo Tourinan                         | Espagne         | Range Rover          |

- Le duo Kényan Shekhar Mehta / Mike Doughty remporte six étapes[1].

### Camions
| Pos. | Pilote / copilote                              | Pays                       | Camion   |
| ---- | ---------------------------------------------- | -------------------------- | -------- |
| 1    | Jan de Rooy Yvo Geusens Theo van de Rijt       | Pays-Bas Belgique Pays-Bas | DAF 360  |
| 2    | Karel Loprais Jaroslav Krpec Radomír Stachura  | Tchéquie                   | Tatra    |
| 3    | Jiří Moskal Jaroslav Joklík Pavel Záleský      | Tchéquie                   | LIAZ     |
| 4    | Giorgio Villa Giorgio Delfino                  | Italie                     | Mercedes |
| 5    | Giacomo Vismara Renato Pozzetto Giulio Minelli | France                     | Mercedes |
| 6    | Georges Groine Bernard Malfériol Gra           | France                     | Mercedes |